# St. Silvester (Jungingen)

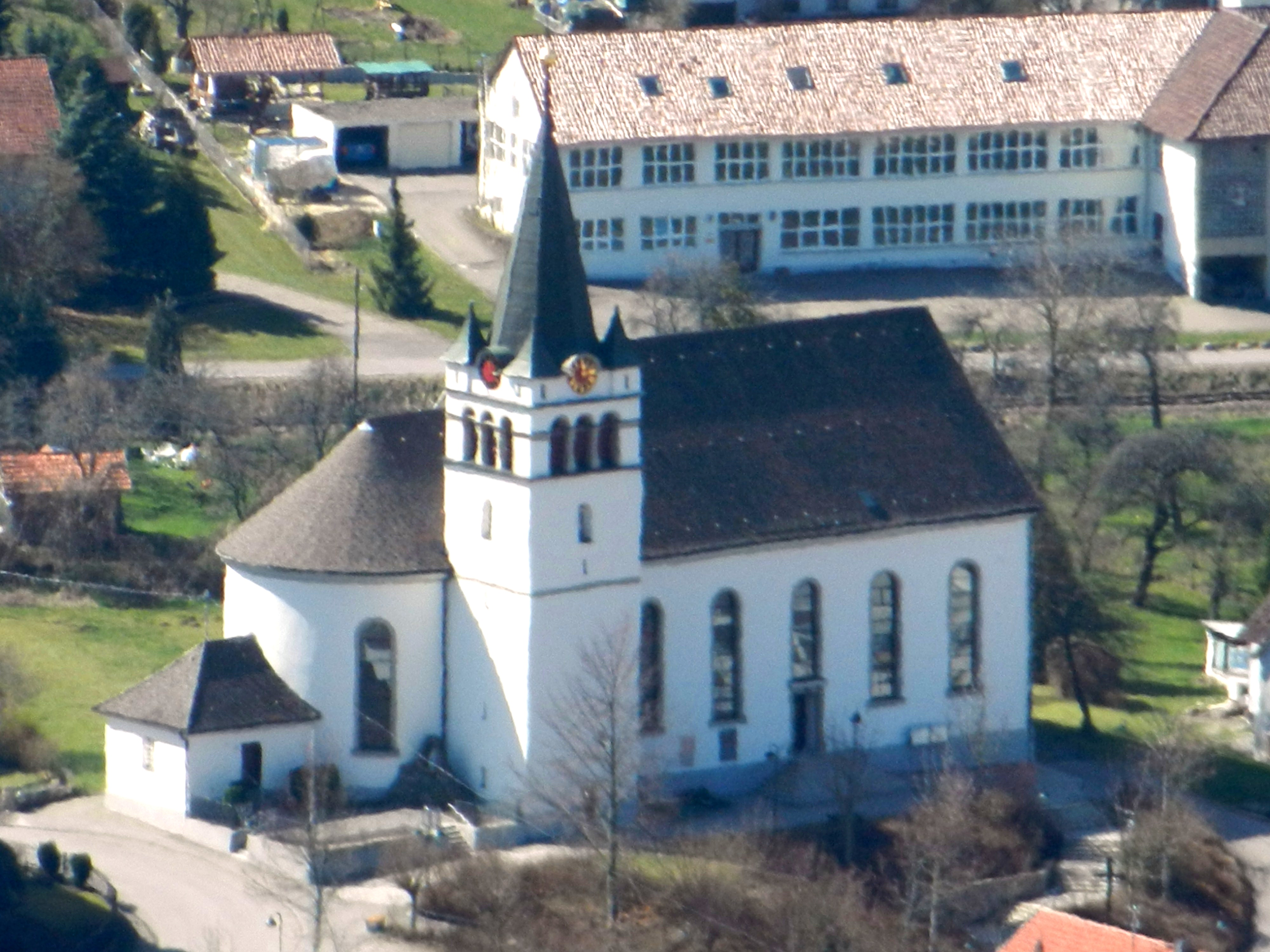
St. Silvester in Jungingen

Die römisch-katholische Pfarr- und Wallfahrtskirche St. Silvester ist ein geschütztes Kulturdenkmal in Jungingen im Zollernalbkreis in Baden-Württemberg. Sie gehört zur Seelsorgeeinheit Burladingen-Jungingen im Dekanat Zollern der Erzdiözese Freiburg. Die Kirche steht dominant auf dem Kirchrain links der Starzel.

## Beschreibung
Der Chorflankenturm stammt vom Vorgängerbau, der wohl am Anfang des 15. Jahrhunderts errichtet wurde. Das Langhaus, ein verputzter Saalbau mit eingezogener, halbrund geschlossener Apsis, wurde von Mai bis November 1819 neu errichtet. Im Scheitel der Apsis ist eine kleine Sakristei angebaut.
Ein Teil der Ausstattung, z. B. der Hochaltar und die Reliefs an den Seitenaltären, stammt als Schenkung des Fürsten von Hechingen aus der früheren Hechinger Schlosskapelle. Diese wurde zur Bauzeit des Saalbaus abgerissen. Ein Baldachin aus Kunstmarmor und der Altar wurden in den Jahren 1901/1902 von Altarbauer Robert Riester geschaffen. Aus der gleichen Zeit stammen die Farbglasfenster.
Die Orgel wurde 1946 von der Orgelwerkstatt Stehle Orgelbau in Haigerloch-Bittelbronn gebaut. Sie ist als Brüstungswerk auf der oberen Empore im rückwärtigen Teil der Kirche eingebaut, der Spieltisch befindet sich jedoch auf der unteren Empore. Das Instrument verfügt über 25 Register auf zwei Manualen und Pedal.
An der Außenwand in den Winkeln zwischen Turm und Langhaus befinden sich eine Lourdesgrotte und eine Herz-Jesu-Grotte.
|  |  | Herz-Jesu-GrotteLourdes-Grotte |

## Glocken
Im Kirchturm von St. Silvester hängen sechs Kirchenglocken aus Bronze, darunter zwei aus dem Mittelalter.

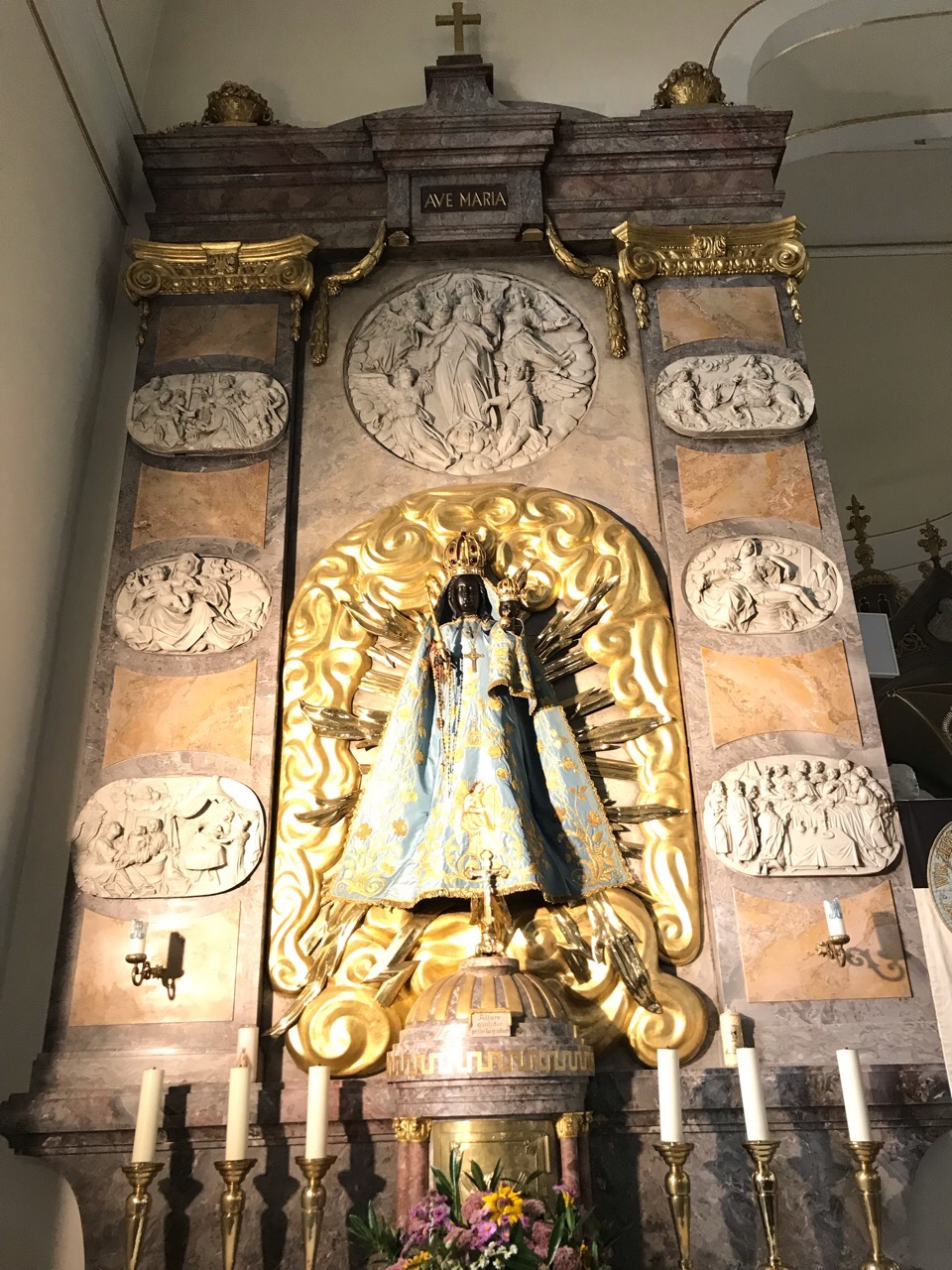
Marien-Gnadenbild

| Glocke | Name                              | Gussjahr | Glockengießer               | Durchmesser | Gewicht  | Schlagton (HT-1⁄16) |
| ------ | --------------------------------- | -------- | --------------------------- | ----------- | -------- | ------------------- |
| 1      |                                   | 1952     | Heinrich Kurtz, Stuttgart   | 1380 mm     | 1628 kg0 | d′ +5               |
| 2      |                                   | 1952     | Heinrich Kurtz, Stuttgart   | 1161 mm     | 944 kg   | f′ +4               |
| 3      | Heiligkreuzglocke                 | 1495     | Jerg Roet                   | 1035 mm     | 700 kg   | g′ +1               |
| 4      |                                   | 1952     | Heinrich Kurtz, Karlsruhe   | 0860 mm     | 381 kg   | b′ +3               |
| 5      |                                   | 1934     | Gebrüder Bachert, Karlsruhe | 0695 mm     | 200 kg   | d″ +1               |
| 6      | Bauernglocke / Evangelistenglocke | 14. Jh.  |                             | 0655 mm     | 170 kg   | e″ ±0               |

## Wallfahrt
Die Marien-Wallfahrt in Jungingen begann im Jahr 1935, als eine Kopie der Schwarzen Madonna von Einsiedeln nach Jungingen gebracht wurde, da die Nationalsozialisten die Wallfahrten in die Schweiz nach Maria Einsiedeln unterbunden hatten. Das Gnadenbild befindet sich am linken Muttergottes-Seitenaltar. Der rechte Seitenaltar ist ein Christkönigs-Altar.